# Перо, Дайньер
Дайньер Кристиан Перо Хустис (исп. Dainier Christian Peró Jústiz; род. 1 октября 1999, Камагуэй, Куба) — кубинский боксёр-профессионал, выступающий в тяжёлой весовой категории. Участник Олимпийских игр 2020 года, чемпион Панамериканских игр (2019) и чемпион мира среди молодёжи (2016), чемпион мира среди юниоров (2015), многократный победитель и призёр международных и национальных турниров в любителях.
Среди профессионалов действующий чемпион WBA Continental (2024—н.в).
Позиция по рейтингу BoxRec — 75-я (май 2025) и является 4-м среди кубинских боксёров тяжёлой весовой категории, а по рейтингам основных международных боксёрских организаций занимает: 14-ю строку рейтинга WBA — входя в ТОП-75 лучших тяжеловесов всего мира.

## Биография
Родился 1 октября 1999 года в городе Камагуэй, на Кубе.
Его старшим братом является известный боксёр Ленье Перо.

## Любительская карьера
Он начал заниматься боксом в восемь лет подражая своему брату.
В сентябре 2015 года в Санкт-Петербурге (Россия) стал чемпионом мира среди юниоров в весе до 80 кг, в финале победив боксёра из Казахстана Хуршидбека Искандарова.
В ноябре 2016 года в Санкт-Петербурге (Россия) стал чемпионом мира среди молодёжи в весе до 91 кг, в финале победив россиянина Владимира Узуняна.
В июле 2019 года в Лиме (Перу) стал чемпионом Панамериканских игр в весе свыше 91 кг, в полуфинале победив американца Ричарда Торреса, а в финале победив колумбийца Кристиана Сальседо.

### Олимпийские игры 2020 года
В 2021 году прошёл квалификацию на Олимпийские игры 2020 года. И в июле 2021 года стал участником Олимпийских игр в Токио, где в 1/8 финала соревнований единогласным решением судей победил колумбийца Кристиана Сальседо, но в четвертьфинале по очкам решением большинства судей (счёт: 1:4) проиграл американцу Ричарду Торресу.

## Профессиональная карьера
2 декабря 2022 года Дайньер Перо начал профессиональную боксёрскую карьеру в США, победив нокаутом в 1-м же раунде американца Дина Уильямса (0-2-1).
14 января 2023 года в городе Оурора (Колорадо) США победил дебютанта Бенджамина Бакера в 1-м раунде.
11 февраля 2023 года в городе Сан-Антонио (США) единогласным решением судей победил американо-мексиканца Даниэля Завалу (2-1-2, 0 КО).
24 марта 2023 года в Денвере (США) единогласным решением судей победил малоизвестного Жозуэ Варгаса (3-4-2)
24 июня 2023 года в Девенпорте (штат Айова) США нокаутировал в первом раунде 38-летнего Куинтелла Томпсона (5-20-1, 4 КО). Для Томсона это было 17-м поражением подряд. Томпсон начинал боксировать в полутяжелом весе и в бою сильно уступал в весе (91 на 109 кг)
2 февраля 2024 года в Орландо (штат Флорида) нокаутировал опытного джорнимена Джо Джонса (14-9) во втором раунде шестираундового боя.
26 апреля 2024 года в Орландо (Флорида) нокаутировал в первом раунде 28-летнего мексиканского боксера Хосе Марио Тамеза (4-3-1, 1 КО). 
26 июля 2024 года в Орландо (Флорида, США) нокаутировал 31-летнего Джеймса Эванса (7-1-1, 7 КО). Сопернику 4-е раза был отсчитал нокдаун (по два раза в 4-м и 5-м раунде) после чего рефери остановил односторонний бой. 
19 октября 2024 года в Орландо (США) в андеркарде боя Бахрам Муртазалиев - Тим Цзю встретился с возрастным Уилли Джейком мл. (11-5-2, 3 КО) и победил нокаутом в 3-м раунде. 
13 декабря 2024 года в Орландо (США) в соглавном событии встретился с 43-летним Уолтером Барнсом (8-2, 6 КО) из Детроита. На кону боя стоял второстепенный титул WBA Continental. Бой получился скоротечным. Перо почти первым же ударом донес хук в обход блока и Барнсу был отсчитан нокдаун. Сразу же он пропускает такой же удар, выглядит потрясенным, но продолжает выживать. Так же у Барнса открывается сечка которая его очень беспокоит. Рефери останавливает таймер и отводит его к доктору который разрешает продолжить. Барнс активизируется, пропускает короткий правый, падает на канвас. Рефери останавливает бой. ТКО1. 
9 мая 2025 года в традиционном уже Caribe Royale в Орландо, США в главном бою вечера прошел зрелищный бой с мексиканцем Сесаром Наварро (13-3, 11 КО). Наварро навязал звездному фавориту давление - он теснил  проходили апперкоты и удары по туловищу. Во 2-м раунде Перо активизировался бил многоударные комбинации и даже в одном из эпизодов ниже пояса. Наварро не стал брать 5 минутный перерыв, раунд для него был неудачным пропустил несколько весомых попаданий и получил сечку слева. Количество донесённых до цели после 2-х раундов составило: 50 на 17 в пользу Перо. В 3-м раунде Наварро попал тяжелым оверхендом и отправил Перо в тяжелый нокдаун. Проспект встал на ноги, но почти сразу последовал второй нокдаун. Перо смог выдержать и достоять до конца раунда. Последующий бой проходил с преимуществом фаворита (кроме 6-го) он перебивал и по объему выброшенных и  в точности. Счёт судей: UD 96—92 трижды фавориту. 

## Статистика профессиональных боёв
В таблице перечислены результаты всех поединков боксёров.
В каждой строке указан результат поединка. Дополнительно номер поединка обозначен цветом, который обозначает итог поединка. Расшифровка обозначений и цветов представлена в нижеследующей таблице.
| Пример | Расшифровка                     |
| ------ | ------------------------------- |
|        | Победа                          |
|        | Ничья                           |
|        | Поражение                       |
|        | Планируемый поединок            |
|        | Поединок признан несостоявшимся |
| КО     | Нокаут                          |
| ТКО    | Технический нокаут              |
| PTS    | Решение судей (по очкам)        |
| UD     | Единогласное решение судей      |
| MD     | Решение большинства судей       |
| SD     | Раздельное решение судей        |
| RTD    | Отказ от продолжения боя        |
| DQ     | Дисквалификация                 |
| NC     | Поединок признан несостоявшимся |

| 11 поединков, 11 побед (8 нокаутом). | 11 поединков, 11 побед (8 нокаутом). | 11 поединков, 11 побед (8 нокаутом). | 11 поединков, 11 побед (8 нокаутом). | 11 поединков, 11 побед (8 нокаутом).                  | 11 поединков, 11 побед (8 нокаутом). | 11 поединков, 11 побед (8 нокаутом). |
| Бой                                  | Рекорд                               | Дата боя                             | Соперник                             | Место проведения боя                                  | Раундов, время                       | Дополнительно                        |
| ------------------------------------ | ------------------------------------ | ------------------------------------ | ------------------------------------ | ----------------------------------------------------- | ------------------------------------ | ------------------------------------ |
| 6                                    | 6-0                                  | 2 февраля 2024                       | Джо Джонс (14-9)                     | Caribe Royale Orlando,Орландо, Флорида, США           | (4)                                  |                                      |
| 5                                    | 5-0                                  | 24 июня 2023                         | Квинтелл Томпсон (5-20-1)            | Mississippi Valley Fairgrounds, Давенпорт, Айова, США | TKO 1 (4), 1:09                      |                                      |
| 4                                    | 4-0                                  | 24 марта 2023                        | Хосуэ Варгас (3-4-2)                 | Denver A.C., Денвер, Колорадо, США                    | UD 4 (4)                             | Счёт судей: 40-36 (трижды).          |
| 3                                    | 3-0                                  | 11 февраля 2023                      | Даниэль Савала (2-1-2)               | Alamodome, Сан-Антонио, Техас, США                    | UD 4 (4)                             | Счёт судей: 40-36 (трижды).          |
| 2                                    | 2-0                                  | 14 января 2023                       | Бенджерман Бейкер (дебют)            | Fieldhouse USA, Орора, Колорадо, США                  | KO 1 (4), 0:19                       |                                      |
| 1                                    | 1-0                                  | 2 декабря 2022                       | Дин Уильямс (0-2-1)                  | Outlaw Saloon, Шайенн, Вайоминг, США                  | KO 1 (4), 1:21                       | Профессиональный дебют.              |
| Бой                                  | Рекорд                               | Дата боя                             | Соперник                             | Место проведения боя                                  | Раундов, время                       | Дополнительно                        |